# Moore und Moorwälder bei Satzung
Moore und Moorwälder bei Satzung este o arie protejată (arie specială de conservare — SAC, sit de importanță comunitară — SCI) din Germania întinsă pe o suprafață de 158 ha, integral pe uscat.

## Localizare
Centrul sitului Moore und Moorwälder bei Satzung este situat la coordonatele 50°30′27″N 13°10′59″E / 50.5075°N 13.1831°E.

## Înființare
Situl Moore und Moorwälder bei Satzung a fost declarat sit de importanță comunitară în iunie 2002 pentru a proteja 1 specie de animale. Situl a fost protejat și ca arie specială de conservare în aprilie 2011.

## Biodiversitate
Situată în ecoregiunea continentală, aria protejată conține 4 habitate naturale: Mlaștini oligotrofe degradate, capabile încă de regenerare naturală, Mlaștini turboase de tranziție și turbării mișcătoare, Mlaștini împădurite, Păduri acidofile de Picea de la nivel montan la nivel alpin (Vaccinio-Piceetea).
La baza desemnării sitului se află o specie protejată de  mamifere: râs eurasiatic (Lynx lynx)